# Tournoi de tennis de Tachkent
Le tournoi de Tachkent (Ouzbékistan) est un tournoi international de tennis féminin du circuit professionnel WTA et masculin du circuit Challenger.
Il est organisé chaque année depuis 1999 en septembre pour le tournoi féminin ; en octobre depuis 2008 pour l'édition masculine, sur dur et en extérieur au Tashkent Tennis Centre.
Un tournoi masculin du circuit Challenger a été organisé sur terre battue de 1994 à 1996, puis promu en tournoi ATP en 1997 et disputé sur dur jusqu'en 2002.
Après 5 ans d'interruption, le tournoi revient au calendrier du circuit Challenger en 2008.

## Palmarès dames

### Simple
| No | Date       | Nom et lieu du tournoi  | Catégorie | Dotation  | Surface    | Vainqueure             | Finaliste           | Score          |         |
| -- | ---------- | ----------------------- | --------- | --------- | ---------- | ---------------------- | ------------------- | -------------- | ------- |
| 1  | 07-06-1999 | Tashkent Open, Tachkent | Tier IVb  | 112 500 $ | Dur (ext.) | Anna Smashnova         | Laurence Courtois   | 6-3, 6-3       | Tableau |
| 2  | 12-06-2000 | Tashkent Open, Tachkent | Tier IVa  | 140 000 $ | Dur (ext.) | Iroda Tulyaganova      | Francesca Schiavone | 6-3, 2-6, 6-3  | Tableau |
| 3  | 11-06-2001 | Tashkent Open, Tachkent | Tier IV   | 140 000 $ | Dur (ext.) | Bianka Lamade          | Seda Noorlander     | 6-3, 2-6, 6-2  | Tableau |
| 4  | 10-06-2002 | Tashkent Open, Tachkent | Tier IV   | 140 000 $ | Dur (ext.) | Marie Mikaelian        | Tatiana Poutchek    | 6-4, 6-4       | Tableau |
| 5  | 06-10-2003 | Tashkent Open, Tachkent | Tier IV   | 140 000 $ | Dur (ext.) | Virginia Ruano Pascual | Saori Obata         | 6-2, 7-62      | Tableau |
| 6  | 11-10-2004 | Tashkent Open, Tachkent | Tier IV   | 140 000 $ | Dur (ext.) | Nicole Vaidišová       | Virginie Razzano    | 5-7, 6-3, 6-2  | Tableau |
| 7  | 03-10-2005 | Tashkent Open, Tachkent | Tier IV   | 140 000 $ | Dur (ext.) | Michaëlla Krajicek     | Akgul Amanmuradova  | 6-0, 4-6, 6-3  | Tableau |
| 8  | 02-10-2006 | Tashkent Open, Tachkent | Tier IV   | 145 000 $ | Dur (ext.) | Sun Tiantian           | Iroda Tulyaganova   | 6-2, 6-4       | Tableau |
| 9  | 01-10-2007 | Tashkent Open, Tachkent | Tier IV   | 145 000 $ | Dur (ext.) | Pauline Parmentier     | Victoria Azarenka   | 7-5, 6-2       | Tableau |
| 10 | 29-09-2008 | Tashkent Open, Tachkent | Tier IV   | 145 000 $ | Dur (ext.) | Sorana Cîrstea         | Sabine Lisicki      | 2-6, 6-4, 7-64 | Tableau |
| 11 | 21-09-2009 | Tashkent Open, Tachkent | Intern'l  | 220 000 $ | Dur (ext.) | Shahar Peer            | Akgul Amanmuradova  | 6-3, 6-4       | Tableau |
| 12 | 20-09-2010 | Tashkent Open, Tachkent | Intern'l  | 220 000 $ | Dur (ext.) | Alla Kudryavtseva      | Elena Vesnina       | 6-4, 6-4       | Tableau |
| 13 | 12-09-2011 | Tashkent Open, Tachkent | Intern'l  | 220 000 $ | Dur (ext.) | Ksenia Pervak          | Eva Birnerová       | 6-3, 6-1       | Tableau |
| 14 | 10-09-2012 | Tashkent Open, Tachkent | Intern'l  | 220 000 $ | Dur (ext.) | Irina-Camelia Begu     | Donna Vekić         | 6-4, 6-4       | Tableau |
| 15 | 09-09-2013 | Tashkent Open, Tachkent | Intern'l  | 235 000 $ | Dur (ext.) | Bojana Jovanovski      | Olga Govortsova     | 4-6, 7-5, 7-63 | Tableau |
| 16 | 08-09-2014 | Tashkent Open, Tachkent | Intern'l  | 226 750 $ | Dur (ext.) | Karin Knapp            | Bojana Jovanovski   | 6-2, 7-64      | Tableau |
| 17 | 28-09-2015 | Tashkent Open, Tachkent | Intern'l  | 226 750 $ | Dur (ext.) | Nao Hibino             | Donna Vekić         | 6-2, 6-2       | Tableau |
| 18 | 26-09-2016 | Tashkent Open, Tachkent | Intern'l  | 226 750 $ | Dur (ext.) | Kristýna Plíšková      | Nao Hibino          | 6-3, 2-6, 6-3  | Tableau |
| 19 | 25-09-2017 | Tashkent Open, Tachkent | Intern'l  | 226 750 $ | Dur (ext.) | Kateryna Bondarenko    | Tímea Babos         | 6-4, 6-4       | Tableau |
| 20 | 24-09-2018 | Tashkent Open, Tachkent | Intern'l  | 226 750 $ | Dur (ext.) | Margarita Gasparyan    | Anastasia Potapova  | 6-2, 6-1       | Tableau |
| 21 | 23-09-2019 | Tashkent Open, Tachkent | Intern'l  | 226 750 $ | Dur (ext.) | Alison Van Uytvanck    | Sorana Cirstea      | 6-2, 4-6, 6-4  | Tableau |

### Double
| No | Date       | Nom et lieu du tournoi | Catégorie | Dotation  | Surface    | Vainqueures                               | Finalistes                               | Score             |         |
| -- | ---------- | ---------------------- | --------- | --------- | ---------- | ----------------------------------------- | ---------------------------------------- | ----------------- | ------- |
| 1  | 07-06-1999 | Tashkent Open Tachkent | Tier IVb  | 112 500 $ | Dur (ext.) | Evgenia Kulikovskaya Patricia Wartusch    | Eva Bes-Ostariz Gisela Riera-Roura       | 7-6, 6-0          | Tableau |
| 2  | 12-06-2000 | Tashkent Open Tachkent | Tier IVa  | 140 000 $ | Dur (ext.) | Li Na Li Ting                             | Iroda Tulyaganova Anna Zaporozhanova     | 3-6, 6-2, 6-4     | Tableau |
| 3  | 11-06-2001 | Tashkent Open Tachkent | Tier IV   | 140 000 $ | Dur (ext.) | Petra Mandula Patricia Wartusch           | Tatiana Perebiynis Tatiana Poutchek      | 6-1, 6-4          | Tableau |
| 4  | 10-06-2002 | Tashkent Open Tachkent | Tier IV   | 140 000 $ | Dur (ext.) | Tatiana Perebiynis Tatiana Poutchek       | Mia Buric Galina Fokina                  | 7-5, 6-2          | Tableau |
| 5  | 06-10-2003 | Tashkent Open Tachkent | Tier IV   | 140 000 $ | Dur (ext.) | Yuliya Beygelzimer Tatiana Poutchek       | Li Ting Sun Tiantian                     | 6-3, 7-60         | Tableau |
| 6  | 11-10-2004 | Tashkent Open Tachkent | Tier IV   | 140 000 $ | Dur (ext.) | Adriana Serra Zanetti Ant. Serra Zanetti  | Marion Bartoli Mara Santangelo           | 1-6, 6-3, 6-4     | Tableau |
| 7  | 03-10-2005 | Tashkent Open Tachkent | Tier IV   | 140 000 $ | Dur (ext.) | Maria Elena Camerin Émilie Loit           | Anastasia Rodionova Galina Voskoboeva    | 6-3, 6-0          | Tableau |
| 8  | 02-10-2006 | Tashkent Open Tachkent | Tier IV   | 145 000 $ | Dur (ext.) | Victoria Azarenka Tatiana Poutchek        | Maria Elena Camerin Emmanuelle Gagliardi | Forfait           | Tableau |
| 9  | 01-10-2007 | Tashkent Open Tachkent | Tier IV   | 145 000 $ | Dur (ext.) | Ekaterina Dzehalevich Anastasiya Yakimova | Tatiana Poutchek Anastasia Rodionova     | 2-6, 6-4, [10-7]  | Tableau |
| 10 | 29-09-2008 | Tashkent Open Tachkent | Tier IV   | 145 000 $ | Dur (ext.) | Raluca Olaru Olga Savchuk                 | Nina Bratchikova Kathrin Wörle           | 5-7, 7-5, [10-7]  | Tableau |
| 11 | 21-09-2009 | Tashkent Open Tachkent | Intern'l  | 220 000 $ | Dur (ext.) | Olga Govortsova Tatiana Poutchek          | Vitalia Diatchenko Ekaterina Dzehalevich | 6-2, 6-71, [10-8] | Tableau |
| 12 | 20-09-2010 | Tashkent Open Tachkent | Intern'l  | 220 000 $ | Dur (ext.) | Alexandra Panova Tatiana Poutchek         | Alexandra Dulgheru Magdaléna Rybáriková  | 6-3, 6-4          | Tableau |
| 13 | 12-09-2011 | Tashkent Open Tachkent | Intern'l  | 220 000 $ | Dur (ext.) | Eléni Daniilídou Vitalia Diatchenko       | Lyudmyla Kichenok Nadiia Kichenok        | 6-4, 6-3          | Tableau |
| 14 | 10-09-2012 | Tashkent Open Tachkent | Intern'l  | 220 000 $ | Dur (ext.) | Paula Kania Polina Pekhova                | Anna Chakvetadze Vesna Dolonc            | 6-2, 0-0, ab.     | Tableau |
| 15 | 09-09-2013 | Tashkent Open Tachkent | Intern'l  | 235 000 $ | Dur (ext.) | Tímea Babos Yaroslava Shvedova            | Olga Govortsova Mandy Minella            | 6-3, 6-3          | Tableau |
| 16 | 08-09-2014 | Tashkent Open Tachkent | Intern'l  | 226 750 $ | Dur (ext.) | Aleksandra Krunić Kateřina Siniaková      | Margarita Gasparyan Alexandra Panova     | 6-2, 6-1          | Tableau |
| 17 | 28-09-2015 | Tashkent Open Tachkent | Intern'l  | 226 750 $ | Dur (ext.) | Margarita Gasparyan Alexandra Panova      | Vera Dushevina Kateřina Siniaková        | 6-1, 3-6, [10-3]  | Tableau |
| 18 | 26-09-2016 | Tashkent Open Tachkent | Intern'l  | 226 750 $ | Dur (ext.) | Raluca Olaru İpek Soylu                   | Demi Schuurs Renata Voráčová             | 7-5, 6-3          | Tableau |
| 19 | 25-09-2017 | Tashkent Open Tachkent | Intern'l  | 226 750 $ | Dur (ext.) | Tímea Babos Andrea Hlaváčková             | Nao Hibino Oksana Kalashnikova           | 7-5, 6-4          | Tableau |
| 20 | 24-09-2018 | Tashkent Open Tachkent | Intern'l  | 226 750 $ | Dur (ext.) | Olga Danilović Tamara Zidanšek            | Irina-Camelia Begu Raluca Olaru          | 7-5, 6-3          | Tableau |
| 21 | 23-09-2019 | Tashkent Open Tachkent | Intern'l  | 226 750 $ | Dur (ext.) | Hayley Carter Luisa Stefani               | Dalila Jakupović Sabrina Santamaria      | 6-3, 7-64         | Tableau |

## Palmarès messieurs

### Simple
| No | Date       | Nom et lieu du tournoi        | Catégorie      | Dotation       | Surface        | Vainqueur              | Finaliste           | Score          |                |
| -- | ---------- | ----------------------------- | -------------- | -------------- | -------------- | ---------------------- | ------------------- | -------------- | -------------- |
| 1  | 30-05-1994 | Tashkent Challenger, Tachkent | Challenger     | 125 000 $      | Terre (ext.)   | Chuck Adams            | Filip Dewulf        | 6-4, 4-6, 7-6  |                |
| 2  | 28-08-1995 | Tashkent Challenger, Tachkent | Challenger     | 125 000 $      | Terre (ext.)   | Karim Alami            | Jordi Arrese        | 6-4, 6-0       |                |
| 3  | 02-09-1996 | Tashkent Challenger, Tachkent | Challenger     | 125 000 $      | Terre (ext.)   | Félix Mantilla         | Lars Rehmann        | 6-2, 6-2       |                |
| 4  | 08-09-1997 | President’s Cup, Tachkent     | World Series   | 328 000 $      | Dur (ext.)     | Tim Henman             | Marc Rosset         | 7-62, 6-4      |                |
| 5  | 14-09-1998 | President’s Cup, Tachkent     | Int' Series    | 380 000 $      | Dur (ext.)     | Tim Henman             | Ievgueni Kafelnikov | 7-5, 6-4       |                |
| 6  | 13-09-1999 | President’s Cup, Tachkent     | Int' Series    | 475 000 $      | Dur (ext.)     | Nicolas Kiefer         | George Bastl        | 6-4, 6-2       |                |
| 7  | 11-09-2000 | President’s Cup, Tachkent     | Int' Series    | 500 000 $      | Dur (ext.)     | Marat Safin            | Davide Sanguinetti  | 6-3, 6-4       |                |
| 8  | 10-09-2001 | President's Cup, Tachkent     | Int' Series    | 525 000 $      | Dur (ext.)     | Marat Safin            | Ievgueni Kafelnikov | 6-2, 6-2       |                |
| 9  | 09-09-2002 | President's Cup, Tachkent     | Int' Series    | 525 000 $      | Dur (ext.)     | Ievgueni Kafelnikov    | Vladimir Voltchkov  | 7-66, 7-5      | Tableau        |
|    | 2003-2007  | Pas de tournoi                | Pas de tournoi | Pas de tournoi | Pas de tournoi | Pas de tournoi         | Pas de tournoi      | Pas de tournoi | Pas de tournoi |
| 10 | 13-10-2008 | Tashkent Challenger, Tachkent | Challenger     | 125 000 $ +H   | Dur (ext.)     | Lu Yen-hsun            | Mathieu Montcourt   | 6-3, 6-2       |                |
| 11 | 12-10-2009 | Tashkent Challenger, Tachkent | Challenger     | 125 000 $ +H   | Dur (ext.)     | Márcos Baghdatís       | Denis Istomin       | 6-3, 1-6, 6-3  |                |
| 12 | 11-10-2010 | Tashkent Challenger, Tachkent | Challenger     | 125 000 $ +H   | Dur (ext.)     | Karol Beck             | Gilles Müller       | 64-7, 6-4, 7-5 |                |
| 13 | 19-09-2011 | Tashkent Challenger, Tachkent | Challenger     | 125 000 $ +H   | Dur (ext.)     | Denis Istomin          | Jürgen Zopp         | 6-4, 6-3       |                |
| 14 | 08-10-2012 | Tashkent Challenger, Tachkent | Challenger     | 125 000 $ +H   | Dur (ext.)     | Uladzimir Ignatik      | Lukáš Lacko         | 6-3, 7-63      |                |
| 15 | 07-10-2013 | Tashkent Challenger, Tachkent | Challenger     | 125 000 $ +H   | Dur (ext.)     | Dudi Sela              | Teymuraz Gabashvili | 6-1, 6-2       |                |
| 16 | 06-10-2014 | Tashkent Challenger, Tachkent | Challenger     | 125 000 $ +H   | Dur (ext.)     | Lukáš Lacko            | Serhiy Stakhovsky   | 6-2, 6-3       |                |
| 17 | 12-10-2015 | Tashkent Challenger, Tachkent | Challenger     | 125 000 $ +H   | Dur (ext.)     | Denis Istomin          | Lukáš Lacko         | 6-3, 6-4       |                |
| 18 | 10-10-2016 | Tashkent Challenger, Tachkent | Challenger     | 125 000 $ +H   | Dur (ext.)     | Konstantin Kravchuk    | Denis Istomin       | 7-5, 6-4       |                |
| 19 | 09-10-2017 | Tashkent Challenger, Tachkent | Challenger     | 150 000 $ +H   | Dur (ext.)     | Guillermo García-López | Kamil Majchrzak     | 6-1, 7-61      |                |
| 20 | 08-10-2018 | Tashkent Challenger, Tachkent | Challenger     | 75 000 $       | Dur (ext.)     | Félix Auger-Aliassime  | Kamil Majchrzak     | 6-3, 6-2       |                |

### Double
| No | Date       | Nom et lieu du tournoi        | Catégorie      | Dotation       | Surface        | Vainqueurs                                | Finalistes                          | Score              |                |
| -- | ---------- | ----------------------------- | -------------- | -------------- | -------------- | ----------------------------------------- | ----------------------------------- | ------------------ | -------------- |
| 1  | 30-05-1994 | Tashkent Challenger, Tachkent | Challenger     | 125 000 $      | Terre (ext.)   | Karim Alami Sándor Noszály                | Daniel Fiala Jan Kodeš              | 6-7, 6-5, 7-6      |                |
| 2  | 28-08-1995 | Tashkent Challenger, Tachkent | Challenger     | 125 000 $      | Terre (ext.)   | Brian Dunn Attila Savolt                  | Noam Behr Eyal Ran                  | 6-3, 6-2           |                |
| 3  | 02-09-1996 | Tashkent Challenger, Tachkent | Challenger     | 125 000 $      | Terre (ext.)   | Marcelo Charpentier Albert Portas         | Andreï Cherkasov Laurence Tieleman  | 6-1, 6-2           |                |
| 4  | 08-09-1997 | President’s Cup, Tachkent     | World Series   | 328 000 $      | Dur (ext.)     | Vincenzo Santopadre Vincent Spadea        | Hicham Arazi Eyal Ran               | 6-4, 6-7, 6-0      |                |
| 5  | 14-09-1998 | President’s Cup, Tachkent     | Int' Series    | 380 000 $      | Dur (ext.)     | Stefano Pescosolido Laurence Tieleman     | Kenneth Carlsen Sjeng Schalken      | 7-5, 4-6, 7-5      |                |
| 6  | 13-09-1999 | President’s Cup, Tachkent     | Int' Series    | 475 000 $      | Dur (ext.)     | Oleg Ogorodov Marc Rosset                 | Mark Keil Lorenzo Manta             | 7-64, 7-61         |                |
| 7  | 11-09-2000 | President’s Cup, Tachkent     | Int' Series    | 500 000 $      | Dur (ext.)     | Justin Gimelstob Scott Humphries          | Marius Barnard Robbie Koenig        | 6-3, 6-2           |                |
| 8  | 10-09-2001 | President's Cup, Tachkent     | Int' Series    | 525 000 $      | Dur (ext.)     | Julien Boutter Dominik Hrbatý             | Marius Barnard Jim Thomas           | 6-4, 3-6, [13-11]  |                |
| 9  | 09-09-2002 | President's Cup, Tachkent     | Int' Series    | 525 000 $      | Dur (ext.)     | David Adams Robbie Koenig                 | Raemon Sluiter Martin Verkerk       | 6-2, 7-5           | Tableau        |
|    | 2003-2007  | Pas de tournoi                | Pas de tournoi | Pas de tournoi | Pas de tournoi | Pas de tournoi                            | Pas de tournoi                      | Pas de tournoi     | Pas de tournoi |
| 10 | 13-10-2008 | Tashkent Challenger, Tachkent | Challenger     | 125 000 $ +H   | Dur (ext.)     | Flavio Cipolla Pavel Šnobel               | Mikhail Elgin Alexander Kudryavtsev | 6-3, 6-4           |                |
| 11 | 12-10-2009 | Tashkent Challenger, Tachkent | Challenger     | 125 000 $ +H   | Dur (ext.)     | Murad Inoyatov Denis Istomin              | Jiří Krkoška Lukáš Lacko            | 7-64, 6-4          |                |
| 12 | 11-10-2010 | Tashkent Challenger, Tachkent | Challenger     | 125 000 $ +H   | Dur (ext.)     | Ross Hutchins Jamie Murray                | Karol Beck Filip Polášek            | 2-6, 6-4, [10-8]   |                |
| 13 | 19-09-2011 | Tashkent Challenger, Tachkent | Challenger     | 125 000 $ +H   | Dur (ext.)     | Harri Heliövaara Denys Molchanov          | John Paul Fruttero Raven Klaasen    | 7-65, 7-63         |                |
| 14 | 08-10-2012 | Tashkent Challenger, Tachkent | Challenger     | 125 000 $ +H   | Dur (ext.)     | Andre Begemann Martin Emmrich             | Rameez Junaid Frank Moser           | 62-7, 7-62, [10-8] |                |
| 15 | 07-10-2013 | Tashkent Challenger, Tachkent | Challenger     | 125 000 $ +H   | Dur (ext.)     | Mikhail Elgin Teymuraz Gabashvili         | Purav Raja Divij Sharan             | 6-4, 6-4           |                |
| 16 | 06-10-2014 | Tashkent Challenger, Tachkent | Challenger     | 125 000 $ +H   | Dur (ext.)     | Lukáš Lacko Ante Pavić                    | Frank Moser Alexander Satschko      | 6-3, 3-6, [13-11]  |                |
| 17 | 12-10-2015 | Tashkent Challenger, Tachkent | Challenger     | 125 000 $ +H   | Dur (ext.)     | Sergey Betov Mikhail Elgin                | Andre Begemann Artem Sitak          | 6-4, 6-4           |                |
| 18 | 10-10-2016 | Tashkent Challenger, Tachkent | Challenger     | 125 000 $ +H   | Dur (ext.)     | Mikhail Elgin Denis Istomin               | Andre Begemann Leander Paes         | 6-4, 6-2           |                |
| 19 | 09-10-2017 | Tashkent Challenger, Tachkent | Challenger     | 150 000 $ +H   | Dur (ext.)     | Hans Podlipnik-Castillo Andrei Vasilevski | Yuki Bhambri Divij Sharan           | 6-4, 6-2           |                |
| 20 | 08-10-2018 | Tashkent Challenger, Tachkent | Challenger     | 75 000 $       | Dur (ext.)     | Sanjar Fayziev Jurabek Karimov            | Federico Gaio Enrique López Pérez   | 6-2, 63-7, [11-9]  |                |